# لیموقبا
لیموقبا (نام علمی: Aegithinidae) نام یک تیره از راسته گنجشک‌سانان است.

## گونه‌ها
- لیموقبای معمولی،  Aegithina tiphia
- لیموقبای مارشال،  Aegithina nigrolutea
- لیموقبای سبز،  Aegithina viridissima
- لیموقبای بزرگ،  Aegithina lafresnayei